# 01 Distribution
La 01 Distribution è una casa di distribuzione cinematografica italiana, direzione di Rai Cinema.

## Storia
La 01 Distribution è nata nell'aprile 2000. La fusione con Rai Cinema è avvenuta nell'aprile 2011, prima come divisione e successivamente come direzione a giugno 2015.
È specializzata nella distribuzione di film italiani ed internazionali e nell'home entertainment.
I titoli erano distribuiti in VHS e DVD dalla Columbia TriStar Home Entertainment tra il 2002 e il 2003, poi dalla DNC fino al 2004 e successivamente fu auto-distribuito.